# ASD Sansepolcro Calcio
ASD Sansepolcro Calcio is een Italiaanse voetbalclub uit Sansepolcro die in de Serie D/E speelt. De club werd opgericht in 1978. De officiële clubkleuren zijn wit en zwart.